# Vid Morpurgo
Vid Morpurgo (Split, 7. svibnja 1838. – Split, 31. siječnja 1911.) bio je hrvatski nakladnik, tiskar, bibliograf, knjižničar i političar.

## Obitelj
Obitelj Morpurgo židovska je obitelj podrijetlom iz Marburga, kako se u 17. stoljeću zvao Maribor. Prvi splitski član obitelj bio je David-Vita (u. 1774.) koji se doselio u Split u prvoj polovini 18. stoljeća. Njegov praunuk David-Elija (u. 1882.) oženio se 1837. godine Anettom Gentili iz Gorice s koja mu je rodila sina Vida.
Vid Morpurgo je osnovnu školu završio u Splitu (1846. – 1849.), zatim pohađa Carsko kraljevsku gimnaziju u Splitu, a maturirao je 1856. godine na Nadbiskupskom sjemeništu'. Bio je dobar učenik, ali hrvatski jezik nikada nije u potpunosti svladao. Zato se u novinskim polemikama i spisima uvijek služio talijanskim jezikom.
Unuka njegova brata Josipa bila je Tina Morpurgo, hrvatska slikarica iz Splita.
Vid Morpurgo pokopan je na splitskom židovskom groblju na Marjanu.

## Knjižarska i izdavačka djelatnost
Još kao mladić Vid se zaposlio u knjižnici splitskog posjednika Petra Sava. Tu je razvio živu knjižarsku djelatnost povezavši se s brojnim inozemnim izdavačkim kućama. Godine 1855. putovao je u Veneciju i Trst kako bi sklopio ugovore s knjižarima i nakladnicima.
Godine 1860. otvorio je vlastitu knjižaru pod imenom "Libreria Morpurgo succ. Savo", a od 1862. godine "Libreria Morpurgo". Knjižara se nalazila u kući Tomašić na današnjem Narodnom trgu, gdje se i danas nalazi i djeluje pod imenom "Knjižara Morpurgo".
Godine 1861. pokrenuo je Morpurgo i prvu splitsku posudbenu biblioteku (Biblioteca circolante o da nolo), ali projekt nije sasvim zaživio.
Morpurgo je želio pokrenuti časopis koji bi okupio dalmatinsku inteligenciju u Dalmaciji i izbavio pokrajinu iz kulturne zaostalosti u kojoj se nalazila. U tu je svrhu pokrenuo "Annuario Dalmatico" (Dalmatinski godišnjak), tiskan 1859. godine u koji su svoje tekstove poslali brojni dalmatinski intelektualci (Kosta Vojnović, Nikola Tommaseo i drugi). Godine 1861., izdao je drugi svezak "Dalmatinskog godišnjaka", koji se za razliku od prvog sveska čisto literarne prirode, počeo baviti političkim problemima zemlje. Tijekom 1861. godine u splitu je izdano oko deset publikacija političkog sadržaja, od kojih je pet objavio Morpurgo. Također, izdavao je razne prigodne knjige i brošure, s vremenom sve više na hrvatskom jeziku.

## Narodnjačka i politička djelatnost
Već kao dvadeset trogodišnjak nalazi se među potpisnicima zahtjeva za sjedinjenje Dalmacije s Hrvatskom. Morpurgova je knjižara od samih početaka svog djelovanja bila sjedište Narodne stranke u Splitu gdje su se okupljali mladi intelektualci zaneseni preporodnim idejama. Sam Morpurgo bio je neformalni organizator i savjetnik narodnjaka, zbog čega mu je "Naše jedinstvo", povodom smrti, 1911. godine, odalo počast navodeći
U njegovoj knjižari još prije nego se je počela razvijati borba u Splitu, okuplčjali su se prvi narodnjaci; tu su bili prvi sastanci sa kojih je naviješten u čitavoj pokraijini narodni pokret pa i za to je ime Vida Morpurga steklo uvaženje u cijeloj zemlji
Morpurgo je sudjelovao i u pokretanju preporodnih novina "Il Nazionale" (Narodni list), o čemu se ideja rodila upravo u Splitu. Isprva je bilo planirano da se list tiska u Splitu, ali je naposljetku odlučeno da se uređuje i tiska u Zadru, u kojem je bilo sjedište pokrajinskih vlasti i birokracije. Sam Morpurgo prihvatio se posla prikupljanja pretplatnika, a preuzeo je na sebe i vođenje dijela administracije lista. Njegova knjižara u Splitu bila je neka vrst filijalnog uredništva lista za srednju Dalmaciju. Nadalje Morpurgo je aktivno sudjelovao u radu lista objavljivanjem svojih članaka većinom upravljenih protiv autonomaške gradske uprave na čelu s načelnikom, dr. Antom Bajamontijem. Zbog toga je Morpurgo često bio na udaru autonomaških pristaša koji su ga više puta fizički napadali na ulici (u srpnju 1867., u srpnju 1868. i ljeti 1870. godine).
Godine 1870. kandidirala je Narodna stranka i izabrala Vida Morpurga za zastupnika u Dalmatinskom saboru. Nakon pobjede Narodne stranke u Splitu i preuzimanja općine 1882. godine Morpurgo je nastavio političku djelanost.
"Naše jedinstvo" je na najbolji način izrazila njegov značaj za razvoj i djelovanje narodnog preporoda u Dalmaciji riječima:
"Bio je običan vojnik za širok puk, ali u stvari bio je duša svega".

## Gospodarska djelatnost
Vid Morpurgo je sudjelovao u svim akcijama, koje su se odnosile na gospodarski prosperitet Splita, ističući da zastoj u ekonomskom napretku može negativno utjecati na razvoj političkih ideja. Osnivač je prve parne tvornice opeka u Splitu 1875. godine. 
U zemlji, ali i u inozemstvu bio je poznat po svojoj tvornici rakija i likera i skladišta vina. Tvornicu je osnovao 1870. godine. Bila je to, uz zadarsku, najveća destilarija u Dalmaciji (Prva odlikovana dalmatinska parna destilerija). Jedina je od splitskih tvornica likera koja je opstala do Drugoga svjetskog rata, i do tad se Morpurgo udružio sa Šimom Brajovićem, Ljudevitom Troccolijem i Vickom Jurasom, te obitelji Buzolić i Fabris.
Nakon pohrvaćenja splitske općine izabran je za potpredsjednika splitske Trgovačko-obrtničke komore, a uskoro i njen predsjednik.
Godine 1870. Morpurgo je pomogao osnivanje "Prve pučke dalmatinske banke" s ciljem da se dalmatinski težaci oslobode materijalne ovisnosti o, većinom autonomaškim, veleposjednicima, malim kapitalistima i lihvarima, koji su posuđujući novac seljacima, kupovali njihove izborne glasove. Banka je isprva djelovala u Morpurgovoj knjižari, a on je bio njen prvi potpredsjednik, a kasnije dugogodišnji predsjednik.
Nakon rascjepa u stranci povukao se s političke pozornice i usmjerio k gospodarstvu, na proizvodnju alkoholnih pića. Njegova Prva odlikovana dalmatinska parna destilerija bila je suvremeno opremljena i zapošljavala je za ono vrijeme mnogo ljudi. Proizvodila je proizvode na bazi dropa i vina. Dobitnost posla bila je u tome što je Morpurgo povoljno nabaljao drop od seljaka iz splitske okolice koji su drop nakon gnječenja i tiještenja uglavnom bacali. Proizvodio je rakiju dropicu, borovicu, mastiku, šljivovicu, zatim vinjake Cognac Dalmatia, Medicinal-Cognac, maraschino Selecht, Dalmatia vieux, maraschino Albe i ina alkoholna pića. Proizvodio je i ekstrakte od dalmatinske višnje maraske za ine tvornice likera. Proizvodi su dobili ugledne međunarodne nagrade, izvozili su se diljem Europe, a zbog etikete na lijepo dekoriranim bocama koja je imala grb Splita, širio se ugled Splita. 1905. se je godine s Morpurgom u posao udružio Emil Stock s kojim je poslije pokrenuo prvu tvornicu Stocka. Dopuštenje za izgradnju pogona u Supavlu osporavao je splitski gradonačelnik Vicko Mihaljević zbog ekoloških razloga (tvornički otpad kao zagađivač), a tom su osporavanju prema nekima pridonijeli i politički sukobi. Zbog razočaranosti nedobivanjem koncesije i zbog ograničenosti stare tvornice, Morpurgovi i Stockovi nasljednici osnovali su drugu tvrtku i pogone premjestili u Rovinj, a jer je posao išao dobro, proširili su proizvodnju osnovavši u Trstu novu tvornicu alkoholnih pića.